# Belvederer Allee 3

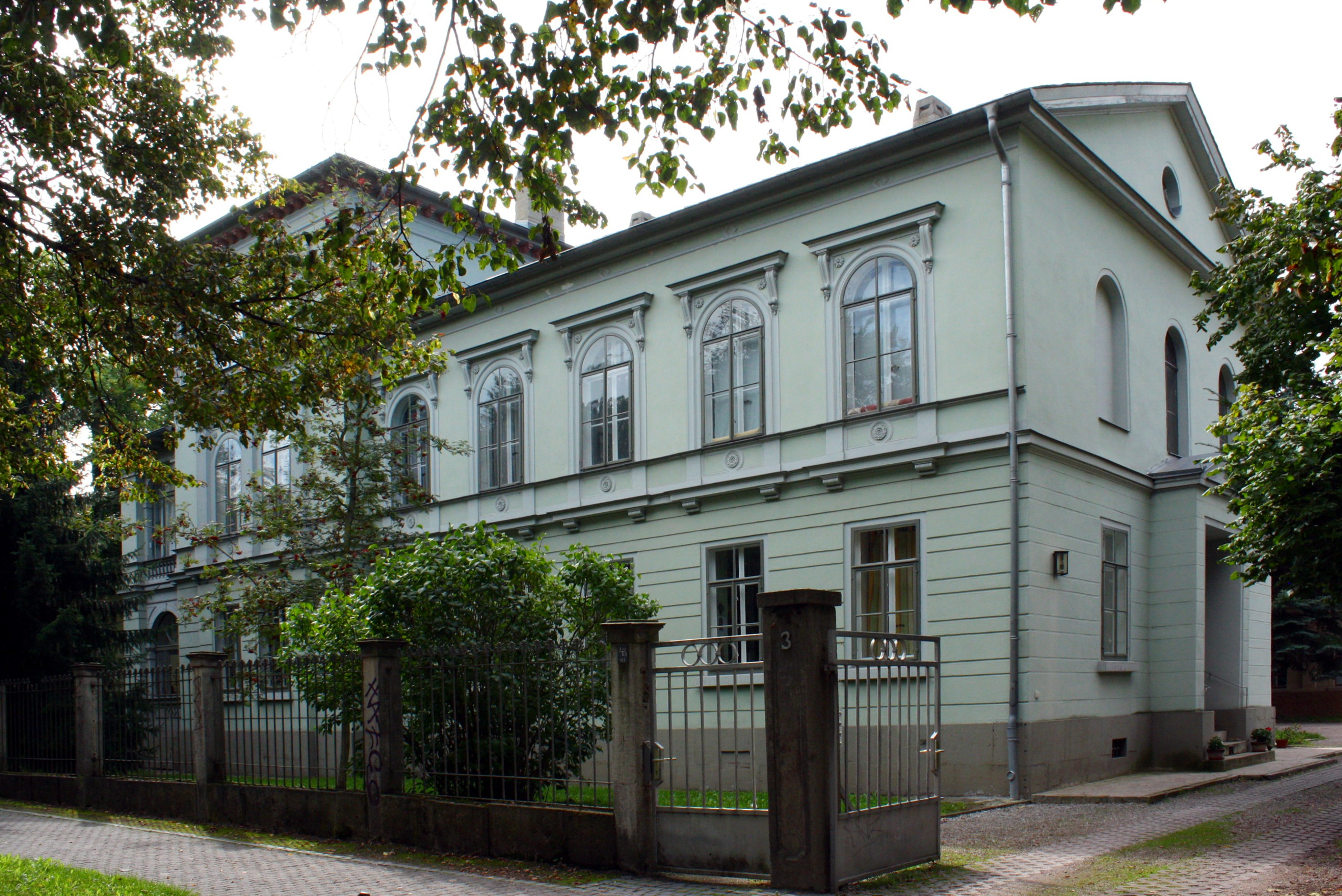
Belvederer Allee 3

Belvederer Allee 3 in Weimar ist ein um im Stil der italienischen Neorenaissance errichtetes Wohnhaus mit Remise und Garten.
Es ist einer der Villenbauten auf der Westseite der Belvederer Allee, die von dem Maurermeister Karl Friedrich Röhr und dem Zimmermeister Karl Eduard Kurth mit direktem Blick zum Ilmpark errichtet wurden. Der Entwurf zu diesem Bau kam allerdings wahrscheinlich von Ernst Franz Eisenach.
Das Obergeschoss des Hauptgebäudes hat Rundbogenfenster, während das Erdgeschoss rechteckige Fenster hat. Die relativ sparsam eingesetzte Ornamentik akzentuiert die architektonische Gliederung des Baukörpers. Am südlich gelegenen Teil besitzt das Gebäude ein weiteres Stockwerk. Es endet jedoch wieder zweigeschossig. Der Grundriss des Gebäudeensembles ist unregelmäßig. Das Gebäude liegt in einem Gebiet, wo sich die Steinbrüche an der Belvederer Allee befanden. Der Sockelbereich besteht aus unverputztem Sandstein. Das übrige Gebäude ist verputzt und wurde wohl aus Travertin gebaut. Die Pferdestallung und Remise wurde  vom damaligen  Besitzer  Otto Koch 1902  hinzugefügt. Auf der Südseite ist die Figur der Ceres zu sehen.
In diesem Hause wohnte der Klassische Philologe Hermann Schrader.